# Rabulist
Rabulist (af nylatin rabulista fra latin rabula, tarvelig (støjende og skrigende) sagfører) anvendtes oprindeligt om en person, der forsøgte at fordreje lovene. Det anvendes nu særligt om en (politisk) rænkesmed, der søger at ophidse til uro, oprør osv. og betjener sig af spidsfindige fordrejelser. Sådanne kaldes derfor også rabulister.